# Chiesa di Maria Vergine Assunta (Brondello)
La chiesa di Maria Vergine Assunta è la parrocchiale di Brondello, in provincia di Cuneo e diocesi di Saluzzo; fa parte della zona di Saluzzo e Pianura.

## Storia
La prima menzione di una chiesa a Brondello dedicata a santa Maria Assunta risale al 1295; essa si ritrova poi menzionata una seconda volta in un atto recante la data del 28 settembre 1339 e poi ancora nuovamente in un documento siglato l'8 gennaio 1351.
L'edificio fu ricostruzione nel corso del Quattrocento.
Nel 1609 il vescovo Ottavio Viale, durante la sua visita pastorale, rilevò che il luogo di culto era dotato di alcuni altari laterali, ma al contempo che versava in cattivo stato.
Dalla relazione della visita del 1629 del vescovo Giacomo Marenco si apprende che la situazione era la stessa di vent'anni prima; il presule, pertanto, ordinò che alcuni altari venissero o risistemati oppure demoliti e che altri fossero direttamente smantellati.
Il vescovo Francesco Agostino Della Chiesa nel 1643 trovò che le condizioni generali della chiesa erano migliorate, mentre dieci anni dopo ordinò l'esecuzione di alcuni lavori.
Veros nella prima metà del XVIII secolo la parrocchiale fu oggetto di un ampliamento; nel 1758 venne aggiunto il campanile e nel 1822 si procedette alla decorazione della chiesa.
Nel 1843 venne realizzato il coro ligneo e nove anni dopo furono condotti alcuni interventi di risistemazione; nel 1855 si provvide a restaurare l'altare maggiore, mentre tra il 1859 e il 1860 furono costruiti l'organo e la tribuna.
Verso il 1887, poiché si era dimostrata insufficiente a soddisfare le esigenze dei fedeli, la chiesa venne interessata da un ampliamento, mentre nel 1883 la cappella laterale di San Giuseppe fu trasformata in sagrestia.
Nel 1939 la parrocchiale fu ingrandita mediante la costruzione della navata laterale sinistra e in quell'occasione venne risistemata anche con la modifica dell'organizzazione degli spazi.
L'adeguamento liturgico secondo le usanze postconciliari fu condotto nel 1968 mediante l'aggiunta dell'altare rivolto verso l'assemblea.
Nel 2008 la chiesa e il campanile vennero interessati da un importante restauro.

## Descrizione

### Esterno
La facciata a salienti della chiesa, rivolta a occidente, si compone di tre corpi: quello centrale, coronato dal timpano triangolare, presenta il portale d'ingresso sul cui architrave è presente la statua della Vergine, un oculo, una meridiana e affreschi tardo quattrocenteschi raffiguranti a destra san Cristoforo con il Bambino sulle spalle, mentre a sinistra sant'Antonio abate e san Giorgio che libera la principessa dal drago. Le due ali laterali, invece, sono caratterizzate da finestre.
Annesso alla parrocchiale è il campanile a base quadrata, la cui cella presenta su ogni lato una monofora affiancata da lesene ed è coronata dalla guglia.

### Interno
L'interno dell'edificio si compone di tre navate, separate da pilastri abbelliti da lesene e sorreggenti archi a tutto sesto, sopra i quali corre la trabeazione modanata e aggettante su cui si impostano le volte, a botte sulla navata centrale e a vela su quelle laterali; al termine dell'aula si sviluppa il presbiterio, rialzato di alcuni gradini, ospitante l'altare maggiore e chiuso dall'abside quadrangolare, nella quale trova posto il coro.